# Museo Modelo de Ciencias e Industria
El Museo Modelo de Ciencias e Industria, por su acrónimo, MUMCI, se encontraba en Toluca, capital del Estado de México. Su objetivo principal era fomentar el interés por la industria y las ciencias relacionadas con esta.
Además de exposiciones permanentes y temporales, el MUMCI ofrecía otros servicios como talleres, conferencias, un teatro IMAX, biblioteca, ludoteca infantil, restaurante, bar, tienda de regalos y dos estacionamientos.
El museo cerró sus puertas el 1 de marzo de 2014 y pasó por un proceso de reestructuración que duró hasta el 1 de diciembre de 2017, fecha en la que se inauguró el Centro Cultural Toluca cuya zona destinada a exposiciones fue denominada Centro de las Ciencias y las Artes. Finalmente, en octubre de 2022 el Centro Cultural Toluca fue renombrado como Centro Tolzú.

## Características
Inaugurado el 30 de junio de 2009, el MUMCI fue un espacio educativo que contaba con 21 salas. De éstas, 15 permitían conocer diversas ramas industriales tales como: cervecera, vidrio, metalmecánica, cartón, papel, entre otras. Además, tenía 6 salas sobre el lado humano de la industria: tanto su historia como los grupos de interés. Todos estos temas fueron organizados bajo un concepto innovador utilizando multimedios.
Asimismo, contaba con un área destinada a la realización de exposiciones temporales que complementan los contenidos del MUMCI.

## Historia
MUMCI fue el resultado de la visión humanista que caracterizaba a Grupo Modelo, empresa líder en el ramo cervecero. En 2004 inició la selección del proyecto arquitectónico para la adecuación y restauración del edificio sede. Durante cuatro años, más de 100 expertos de diversas ramas industriales aportaron sus conocimientos prácticos y teóricos para crear los guiones curatoriales de cada una de las salas; conforme éstos eran concluidos, iniciaba la producción museográfica correspondiente.
Con la obra arquitectónica en proceso, en el 2008 comenzó la adecuación y montaje de los espacios, trabajo que concluyó con su inauguración en verano del 2009.
Grupo Modelo, en 2014 ahora bajo la dirección de Anheuser-Busch InBev decide cerrar las puertas del museo el 1 de marzo de este mismo año; sin mencionar en ningún medio de forma oficial el cierre del museo. Este mismo día el sitio web del museo, así como sus cuentas en redes sociales fueron deshabilitadas.

## Edificio
MUMCI tuvo como sede el edificio de la antigua Compañía Cervecera Toluca y México, frente al Jardín Zaragoza, en el centro histórico de Toluca.  El inmueble data de finales del siglo XIX, cuando fue creada la que llegaría a ser una de las compañías cerveceras más importantes del Porfiriato y el hogar de la cerveza con mayor tradición en la historia mexicana: Victoria.

El proceso de restauración del edificio inició en 2007 como parte del proyecto arquitectónico y adecuación del espacio para sede de un museo de ciencias e industria presentado por el arquitecto José de Arimatea Moyao. El edificio de las oficinas así como un corredor donde se encontraban los talleres educativos fueron conservados. Para la distinción de los espacios originales y las construcciones posteriores, se realizó una investigación histórica avalada por el INAH.

Restauración del edificio en 2007
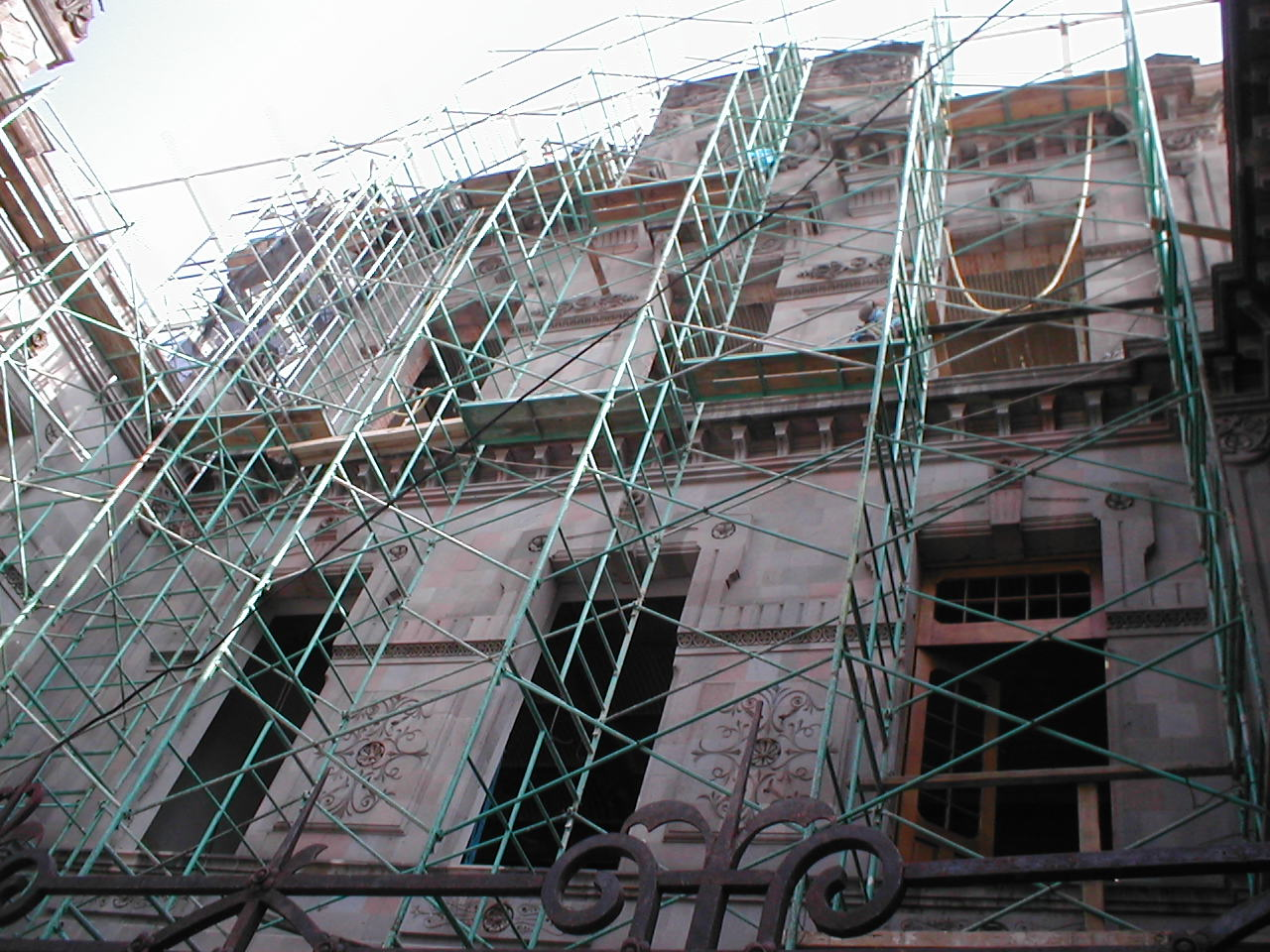
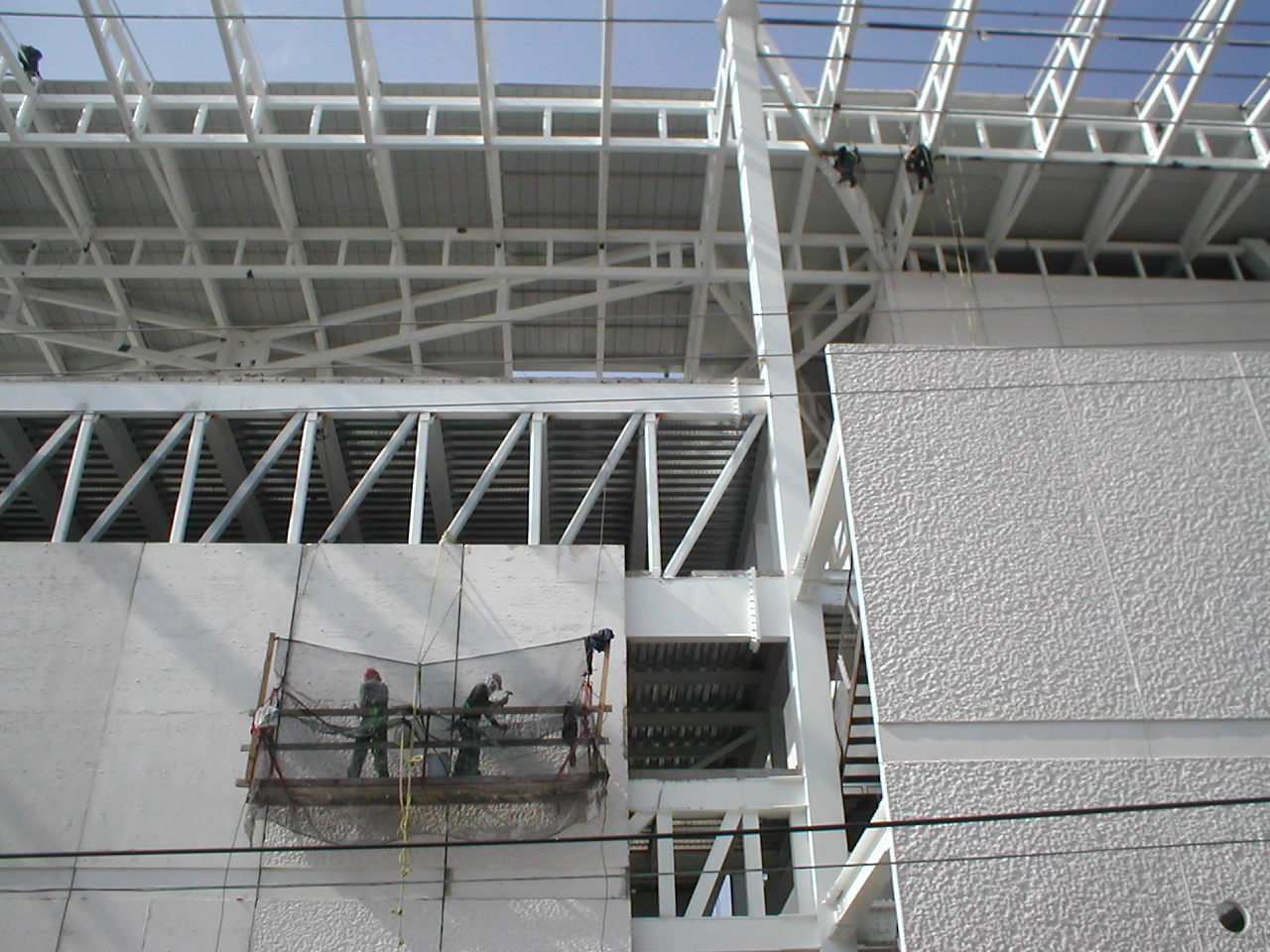
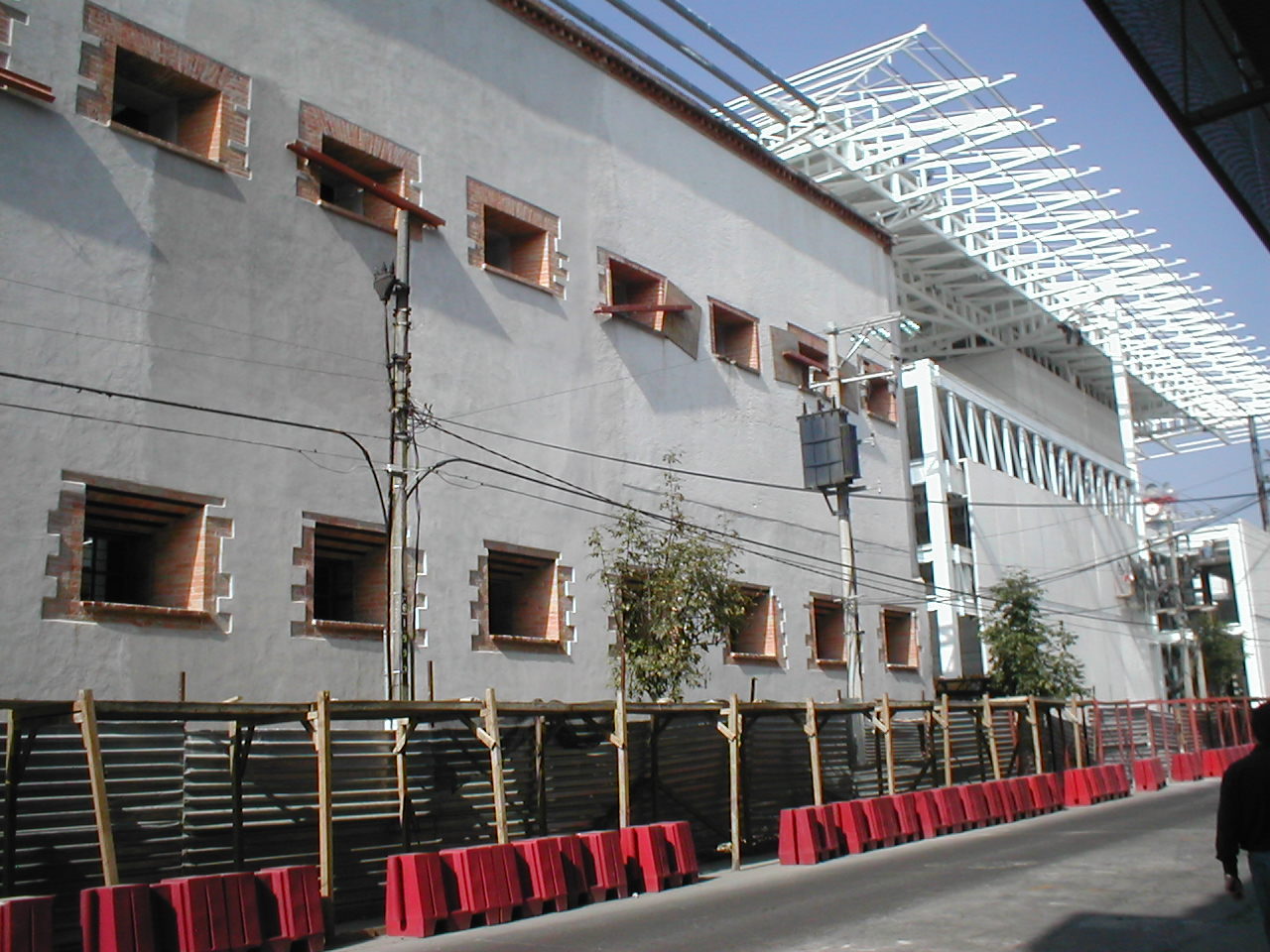
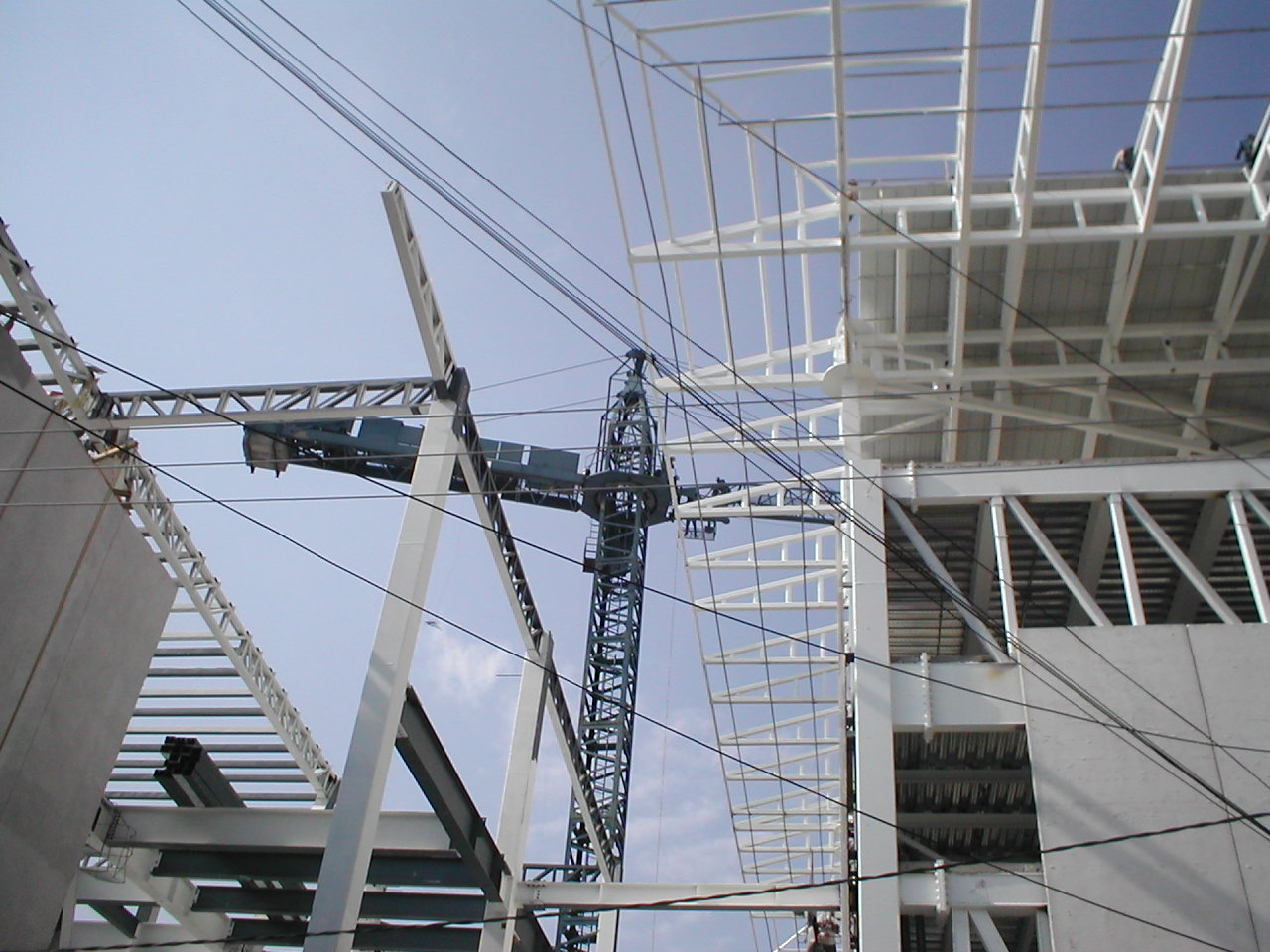

## Exposiciones del MUMCI
Exposiciones permanentes:
Planta baja:
° Los ingredientes de la cerveza
° Proceso cervecero
° De arena a envase
° Parques industriales. Construcción de plantas cerveceras
° Consumo responsable
° Bebida milenaria
° Grupo Modelo: Orgullo, pasión y compromiso
° La victoria de Toluca
Primer Nivel:
° La evolución de las comunicaciones
° Tecnologías de la información
° Acero y plástico, componentes de la tapa
° Aluminio: Un aliado en la conservación
° Mercadotecnia y comercialización
Segundo Nivel:
° Calidad, productividad y competitividad
° Desarrollo sostenible
Exposiciones lúdicas:
° Xinantecatl(primer nivel)
Exposiciones temporales:
° Arquitectura canina (desde el 31 de agosto)
° Ecuación deportiva (desde el 15 de noviembre)
Exposiciones cerradas temporalmente:
° El papel de los empaques(primer nivel)
° Logística(segundo nivel)
° Grupos de interés(primer nivel)
Modelo IMAX Theatre:
° Monstruos voladores(45 minutos aprox, del 28 de junio de 2013 al 19 de enero de 2014)